# Zaraczyck
Zaraczyck (biał. Зарачыцк; ros. Заречицк, Zarieczick) – wieś na Białorusi, w obwodzie witebskim, w rejonie dokszyckim, w sielsowiecie Berezyna. W 2009 roku liczyła 17 mieszkańców.